# Дербёшкинский
Дербёшкинский (тат. Дәрбиш) — упразднённый в 1998 году посёлок городского типа в Актанышском районе Татарстана.

## География
Находился на северо-востоке республики на левом берегу р.Кама чуть ниже места впадения в неё р. Белая.

## История
Основан как посёлок при судоремонтных мастерских в 1872 году.
До 1920 г. входил в Уфимскую губернию, с 1920 — в составе ТатАССР.
26 апреля 1940 года получил статус посёлка городского типа.
В связи с нахождением в зоне затопления Нижнекамского водохранилища было принято решение об упразднении посёлка. Окончательно расселён в 1995 году. Исключён из учётных данных 18 июня 1998 года.

## Население
| 1959 | 1970 | 1979 | 1989 | 1992 |
| ---- | ---- | ---- | ---- | ---- |
| 3630 | 2757 | 1109 | 168  | 76   |